# Hero Muller
Heere Jurgen Vincentius (Hero) Muller (Groningen, 9 juni 1938 – Blaricum, 26 juli 2021) was een Nederlands acteur en hoorspelregisseur.

## Biografie
Muller studeerde aanvankelijk aan het conservatorium in Den Haag en de Hochschule für Musik in Essen. In 1961 debuteerde hij in de musical My Fair Lady. Samen met collega's van die musical is hij te horen op de single "Katootje" als 'oude heer'. Vervolgens speelde hij toneel en zat korte tijd in de leiding van de Noorder Compagnie. In dienst van de AVRO legde hij zich toe op de regie van hoorspelen.
Op tv maakte Muller zijn debuut in de televisieserie Floris (1969), waarin hij de rol van kasteelkok speelde. Het jaar daarop speelde hij in De klop op de deur (1970). In latere tijden had hij rollen in Onderweg naar Morgen, Het Zonnetje in Huis en meer recent Ernst, Bobbie en de rest, ZOOP en Het Huis Anubis.
Muller werd ook gecast voor bijrollen in Soldaat van Oranje, De vierde man en De schippers van de Kameleon. Hij leende zijn stem aan Thunder Jack in Snowdogs, Koekiemonster in Sesamstraat en aan de Sprookjesboom in het Sprookjesbos van de Efteling.
Muller overleed op 83-jarige leeftijd in Blaricum na enige tijd ziek te zijn geweest.

## Filmografie

### Films
- Keetje Tippel (1975)
- Soldaat van Oranje (1977) – Soldaat
- De vierde man (1983) – Josefs
- De zwarte ruiter (1983)
- Moord in extase (1984)
- Jan Rap en z'n maat (1989) – Chiel
- Het Monster van Toth (1999) – Verteller
- Pipo en de p-p-parelridder (2003) – Dikke Deur
- Kameleon 2 (2005) – Schipper
- Mega Mindy en het Zwarte Kristal (2010) – Klaus
- Sprookjesboom de film (2012) – Sprookjesboom (stem)
- Urfeld (televisiefilm) (2012) – Klaas
- Nooit te oud (televisiefilm) (2013) – Kees Ouwehand
- Bobby en de Geestenjagers (2013) – Baas
- Mees Kees op de planken (2014) – Oude man
- The Good Dinosaur (2015) – Butch
- Wat is dan liefde (2019) – Oude man

### Televisieseries
- Floris (1969) – Kok
- De klop op de deur (1970)
- 21 van een kwartje (1975) – Boer
- Vrouwenvleugel (1993) – Vader van Eefje Winkel
- Oppassen!!! (1993) (afl. Niet jarig) – Piet
- Goede tijden, slechte tijden (1993) – Meneer Steens
- Ha, die Pa! (1993) – Gastrol – Koos – (afl. Krijt op tijd)
- Vrienden voor het leven (1993) – Sergeant Van der Strepen (afl. Ouwe hap)
- Onderweg naar Morgen (1994-1998) – Cor de Zeeuw
- Flodder – Notaris (afl. Vriezen en dooien)
- Westenwind (1999) – Willem Bakx
- Ben zo terug (2000) – Ome Cor
- Het Zonnetje in Huis (2002-2003) – Walter
- Baantjer (2001) – Kok Bert Beenhouwer (afl. De Cock en de moord in 5 gangen)
- Bergen Binnen (2003) – Kees Brand
- Ernst, Bobbie en de rest (2004) – De circusdirecteur
- ZOOP (2005) – Baltazar
- Gooische Vrouwen (2006) – Bert Verschuur (afl. 13)
- Het Huis Anubis (2006-2009) – Zeno Terpstra
- Boven Wotter (2007-2008) – Sicco Oosterman
- Voetbalvrouwen (27 april 2008) – Vader van Oberon (afl. 18)
- De co-assistent (29 september 2008) – Visser Gerard (afl. 18)
- Sprookjesboom (2009) – Sprookjesboom (Efteling) (stem)
- Flikken Maastricht (12 maart 2010) – Herman Kuyper (afl. 4.04: Vuil spel)
- On tour (5 mei 2012 -) – Chauffeur (seizoen 1)
- De Leeuwenkuil (2013) – Opa Johan Durvers
- Feuten (2013) – Veteraan (afl. 3.08: Veteranendiner)
- Moordvrouw (2017) – Vader Kortooms (afl. 6.03: Mankracht (3))
- Flikken Maastricht (23 maart 2018) – Meneer Holshuizen (afl. 12.04: Cold Case)
- Smeris (2018) - Rudolf Boersma (afl. 4.07: "Handpop")
- Harkum – Eduard Kloprogge
- De regels van Floor (2020) – Bewoner verzorgingstehuis

### Nasynchronisaties
- De vrolijke piraten van Schateiland (1972) – Otto
- Sesamstraat (1976-2018) – Koekiemonster, Harry Monster, Tweekoppig Monster
- 101 Dalmatiërs (tekenfilmserie) (1982 & 1995) – Kolonel, Ed Zwijn
- Sneeuwwitje en de zeven dwergen (1937) (1984) – Toverspiegel (2de nasynchronisatie)
- Transformers (1984) – Optimus Prime
- Mickey's Kerstfeest (1984) – Boris Boef
- M.A.S.K. (1985) – Miles Mayhem
- Buttons & Rusty (1986) (animatieserie) – Franklin de wijze uil en Lester de krokodil
- Seabert (1986) (animatieserie) – Vader van Aura
- Dennis de Bengel (1986-1997) – George Wilson
- De Smurfen (1987) – De Kerstman (gastrol)
- DuckTales (1987) – Beuk Boef
- Gummi Beren (1989, 2002) – Koning Gregor
- Winnie de Poeh (animatieserie) (1991) – Papa Huf
- Batman: Mask of the Phantasm (1993) – Commissioner Jim Gordon
- De legende van de Bokkerijders (1994) – Pastoor
- Pico en het Geheim van de Gouden Tempel (1995) – De Zwerm
- Timon & Pumbaa (1995) – Smeuler de beer
- Jungle Club (1996) – Witkop
- Mulan (1998) – Grote Voorvader
- Een luizenleven (1998) – Jim
- The Lion King II: Simba's trots (1998) – Mufasa
- The Silver Brumby (2000) – Verteller, Benni
- Argaï (2000) – Lucifer, Koning Khar, Meester Wang, Blinde herbergier in Parijs, Kabouterassistent van Fee Melusine
- Yu-Gi-Oh! (2000) – Gozaburo Kaiba
- Harry Potter en de Steen der Wijzen (2001) - Sorteerhoed
- Wunschpunsch (2001) – Meneer Mekker
- Action Man 2000 (2001-2002) – Dr. X
- Lilo & Stitch (2002) – Kapitein Gantu
- Harry Potter en de Geheime Kamer (2002) - Sorteerhoed
- American Dragon: Jake Long – Fu Hond
- Super Big (2003-2004) – Zang titelsong
- Elias (2005) – Joris de vuurtoren
- Sabrina, the Animated Series (2006) – Oom Quigley
- Cars (2006) – Sergeant
- Takel en het spooklicht (2006) – Sergeant
- Eon Kid (2006) – General, Tony
- Heavenly Sword (2007) – King Bohan
- Matt's Monsters (2009) – Burgemeester
- Star Wars: The Clone Wars – Count Dooku, Darth Maul en Cad Bane
- Star Wars Rebels – Maul en Keizer Palpatine / Darth Sidious
- De prinses en de kikker (2009) – Overige stemmen
- Alice in Wonderland (2010) – de Dodo, Jabberwocky, Executioner
- Harry Potter en de Relieken van de Dood deel 1 (2010) - Engelbert Dop
- Ben 10: Ultimate Alien (2010) – Max Tennyson, Addwaitya, Magister Pyke, Octagon Vreedle
- Generator Rex (2010) – Jungle Cat Evo
- Marmaduke (2010) – Chupadogra
- ThunderCats (2011) – Jaga, Ratar-O
- Cars 2 (2011) – Sergeant
- Harry Potter en de Relieken van de Dood deel 2 (2011) - Sorteerhoed
- Tinkerbell en Het Geheim van de Vleugels (2012) – Dauwdrop (bewaarder)
- Wreck-It Ralph (2012) – Beard Papa
- Monsters University (2013) – Overige stemmen
- Transformers: Prime (2013) – Optimus Prime
- The Good Dinosaur (2015) – Butch
- Transformers: Robots in Disguise (2015) – Optimus Prime
- Cars 3 (2017) – Sergeant
- Coco (2017) – Chicharón
- DreamWorks Dragons – Stoick the Vast
- DuckTales (2017) – Fergus McDuck
- Mary Poppins Returns (2018) – Admiral Boom
- Duck Duck (2019)
- Solan & Ludwig Gaan Naar de Maan (2019)
- Lady en de Vagebond (2019) – Snuffel
- Spike en de Magische Steen (2019) – Aken

### Computerspellen
- Dungeon Keeper (1997) – Vertelstem
- The Longest Journey (2000) – Verschillende personages
- Harry Potter en de Steen der Wijzen (2001) – Rubeus Hagrid
- Harry Potter en de Geheime Kamer (2002) – Rubeus Hagrid
- Beyond Good & Evil (2003) – Generaal Kehck
- Harry Potter en de Gevangene van Azkaban (2004) – Rubeus Hagrid
- Viva Piñata (2006) - Willy de Bouwer, Ivor de Koopman, Langston Lickatoad
- Heavenly Sword (2007) - Koning Bohan
- Viva Piñata: Trouble in Paradise (2008) - Willy de Bouwer, Ivor de Koopman, Langston Lickatoad
- Inazuma Eleven (2008) – Seymor Hillman
- Heavy Rain (2010) – Manfred
- Epic Mickey (2010) – Yen Sid
- Skylanders: Giants (2012) – Arkeyan Conquertron & Arkeyan Koning
- Skylanders: Trap Team (2014) – Wildfire & Krankenstein

### Hoorspelen
- Het huis voorbij de kerk
- Het recht in eigen hand
- Het diamanten halssnoer
- Wat doen we met het lijk?
- Met gesloten deuren
- De man die weer terugkwam
- Vliegende vluchtelingen
- Tien dagen paniek
- Een gevangene van belang
- De bijenman
- Het Janussyndroom
- Man van goud
- De vergissing
- De dood van de rechter
- Vijf gemaskerde mannen
- Voetstappen op de trap
- Geen weg terug
- Slachtoffer onbekend
- Verkeerd verbonden
- Wolf in schaapskleed
- De laatste druppel
- Heet zoiets moord?
- De vuurproef
- De collaborateur
- Krapps laatste band
- De gekweekte dubbelganger
- De laatste harde rekening
- Reiziger zonder bagage
- Villa Volta, als Jonge Peer in eerste voorshow
- De koperen tuin
- Prometheus geboeid
- De glazenwasser is geweest
- Sjakie en de chocoladefabriek
- Sjakie en de grote glazen lift
- De Witte Wolf Huilt
- Sprong in het heelal, 4e serie – De terugkeer van Mars[3]

### Bijrollen
- Vrienden voor het leven – Officier
- Malaika – Een van de cliënten van het thuiszorgteam van Malaika
- Katootje – Ouwe heer

## Privé
Hero Muller is de vader van acteur Peter Paul Muller.